# Diplycosia luzonica
Diplycosia luzonica är en ljungväxtart som först beskrevs av Asa Gray, och fick sitt nu gällande namn av Merr.; H. F. Copeland. Diplycosia luzonica ingår i släktet Diplycosia och familjen ljungväxter.

## Underarter
Arten delas in i följande underarter:
- D. l. calelanensis
- D. l. merrittii
- D. l. pubens